# Arquidiócesis de Mobile
La arquidiócesis de Mobile (en latín: Archidioecesis Mobiliensis y en inglés: Roman Catholic Archdiocese of Mobile) es una circunscripción eclesiástica de la Iglesia católica en Estados Unidos. Se trata de una arquidiócesis latina, sede metropolitana de la provincia eclesiástica de Mobile. Desde el 1 de julio de 2025 su arzobispo es Mark S. Rivituso.

## Territorio y organización
La arquidiócesis tiene 59 941 km² y extiende su jurisdicción sobre los fieles católicos de rito latino residentes en 28 condados del estado de Alabama: Autauga, Baldwin, Barbour, Bullock, Butler, Choctaw, Clarke, Coffee, Conecuh, Covington, Crenshaw, Dale, Dallas, Elmore, Escambia, Geneva, Henry, Houston, Lee, Lowndes, Macon, Mobile, Monroe, Montgomery, Pike, Russell, Washington y Wilcox.
La sede de la arquidiócesis se encuentra en la ciudad de Mobile, en donde se halla la Catedral basílica de la Inmaculada Concepción.
La arquidiócesis tiene como sufragáneas a las diócesis de: Biloxi, Birmingham y Jackson.
En 2021 en la arquidiócesis existían 76 parroquias. 

## Historia
El vicariato apostólico de Alabama y Florida fue erigido el 26 de agosto de 1825, obteniendo el territorio de la diócesis de Luisiana y dos Floridas (hoy arquidiócesis de Nueva Orleans).
El 15 de mayo de 1829, como resultado de los breve Inter multiplices del papa Pío VIII, el vicariato apostólico fue elevado a diócesis y asumió el nombre de diócesis de Mobile. Originalmente era sufragánea de la arquidiócesis de Baltimore.
El 18 de junio de 1834, con la bula Benedictus Deus, el papa Gregorio XVI confirmó el territorio de jurisdicción de los obispos de Mobile, que incluía Alabama y Florida.
El 19 de julio de 1850 cedió la mayor parte de Florida para la erección de la diócesis de Savannah mediante el breve Exigit pastorale del papa Pío IX y pasó a formar parte de la provincia eclesiástica de la arquidiócesis de Nueva Orleans el mismo día.
El 30 de abril de 1954, en virtud del decreto Urbs Birminghamia de la Sagrada Congregación Consistorial, se erigió la Concatedral de Birmingham y asumió el nombre de la diócesis de Mobile-Birmingham.
El 2 de marzo de 1968 entregó los condados de Bay, Calhoun, Escambia, Gulf, Holmes, Jackson, Okaloosa, Santa Rosa, Walton y Washington en el oeste de Florida a la diócesis de San Agustín.
El 28 de junio de 1969 la diócesis se dividió dando lugar a la diócesis de Mobile y a la diócesis de Birmingham.
El 29 de julio de 1980 la diócesis de Mobile fue elevada al rango de arquidiócesis metropolitana con la bula Sacrorum Antistites del papa Juan Pablo II.

## Estadísticas
Según el Anuario Pontificio 2022 la arquidiócesis tenía a fines de 2021 un total de 86 697 fieles bautizados.
| Año                                                                             | Población            | Población | Población      | Sacerdotes | Sacerdotes    | Sacerdotes    | Bautizados por sacerdote | Diáconos permanentes | Religiosos | Religiosos | Parroquias |
| Año                                                                             | Bautizados católicos | Total     | % de católicos | Total      | Clero secular | Clero regular | Bautizados por sacerdote | Diáconos permanentes | Varones    | Mujeres    | Parroquias |
| ------------------------------------------------------------------------------- | -------------------- | --------- | -------------- | ---------- | ------------- | ------------- | ------------------------ | -------------------- | ---------- | ---------- | ---------- |
| 1950                                                                            | 70 739               | 3 048 891 | 2.3            | 302        | 124           | 178           | 234                      |                      | 192        | 630        | 101        |
| 1966                                                                            | 131 864              | 4 402 371 | 3.0            | 414        | 198           | 216           | 318                      |                      | 340        | 829        | 141        |
| 1970                                                                            | 42 518               | 1 229 131 | 3.5            | 153        | 70            | 83            | 277                      |                      | 114        | 359        | 66         |
| 1976                                                                            | 48 353               | 1 229 131 | 3.9            | 169        | 78            | 91            | 286                      |                      | 117        | 286        | 71         |
| 1980                                                                            | 54 839               | 1 370 000 | 4.0            | 162        | 84            | 78            | 338                      | 15                   | 118        | 273        | 73         |
| 1990                                                                            | 66 119               | 1 526 100 | 4.3            | 146        | 89            | 57            | 452                      | 22                   | 70         | 243        | 93         |
| 1999                                                                            | 66 013               | 1 452 506 | 4.5            | 147        | 107           | 40            | 449                      | 41                   | 16         | 201        | 76         |
| 2000                                                                            | 69 214               | 1 452 508 | 4.8            | 126        | 82            | 44            | 549                      | 39                   | 56         | 196        | 83         |
| 2001                                                                            | 66 325               | 1 600 020 | 4.1            | 139        | 98            | 41            | 477                      | 37                   | 53         | 181        | 76         |
| 2002                                                                            | 68 582               | 1 640 683 | 4.2            | 130        | 95            | 35            | 527                      | 37                   | 46         | 179        | 76         |
| 2003                                                                            | 64 821               | 1 640 683 | 4.0            | 131        | 97            | 34            | 494                      | 63                   | 46         | 170        | 76         |
| 2004                                                                            | 65 588               | 1 652 398 | 4.0            | 133        | 101           | 32            | 493                      | 61                   | 42         | 156        | 76         |
| 2013                                                                            | 67 488               | 1 772 873 | 3.8            | 119        | 88            | 31            | 567                      | 49                   | 41         | 107        | 76         |
| 2016                                                                            | 77 679               | 1 793 639 | 4.3            | 118        | 85            | 33            | 658                      | 63                   | 40         | 95         | 75         |
| 2019                                                                            | 87 912               | 1 801 274 | 4.9            | 110        | 81            | 29            | 799                      | 66                   | 36         | 93         | 76         |
| 2021                                                                            | 86 697               | 1 808 886 | 4.8            | 100        | 77            | 23            | 866                      | 65                   | 28         | 88         | 76         |
| Fuente: Catholic-Hierarchy, que a su vez toma los datos del Anuario Pontificio. |                      |           |                |            |               |               |                          |                      |            |            |            |

## Episcopologio
- Michael Portier † (26 de agosto de 1825-14 de mayo de 1859 falleció)
- John Quinlan † (26 de septiembre de 1859-9 de marzo de 1883 falleció)
- Dominic Manucy † (18 de enero de 1884-27 de septiembre de 1884 renunció[nota 1])
- Jeremiah O'Sullivan † (16 de junio de 1885-10 de agosto de 1896 falleció)
- Edward Patrick Allen † (19 de abril de 1897-21 de octubre de 1926 falleció)
- Thomas Joseph Toolen † (28 de febrero de 1927-29 de septiembre de 1969 retirado[nota 2])
- John Lawrence May † (29 de septiembre de 1969-24 de enero de 1980 nombrado arzobispo de San Luis)
- Oscar Hugh Lipscomb † (29 de julio de 1980-2 de abril de 2008 retirado)
- Thomas John Rodi (2 de abril de 2008 - 1 de julio de 2025 retirado)
- Mark S. Rivituso, desde el 1 de julio de 2025